# (500100) 2012 BP51
(500100) 2012 BP51 es un asteroide perteneciente al cinturón de asteroides, descubierto el 2 de septiembre de 2010 por el equipo del Mount Lemmon Survey desde el Observatorio del Monte Lemmon, Arizona, Estados Unidos.

## Designación y nombre
Designado provisionalmente como 2012 BP51.

## Características orbitales
2012 BP51 está situado a una distancia media del Sol de 2,337 ua, pudiendo alejarse hasta 2,551 ua y acercarse hasta 2,123 ua. Su excentricidad es 0,091 y la inclinación orbital 4,100 grados. Emplea 1305,69 días en completar una órbita alrededor del Sol.

## Características físicas
La magnitud absoluta de 2012 BP51 es 18,5.